# راتبة (اسم)
راتبة هو اسم علم مؤنث من أصل عربي، ومعناه هو الحسنة الوجه، من الوسامة وهي أثر الحسن.

## وصلات خارجية
- موسوعة السلطان قابوس لأسماء العرب نسخة محفوظة 5 أبريل 2019 على موقع واي باك مشين.